# Grete Sehlmeyer
Grete Sehlmeyer (* 23. November 1891 in Lehrte; † 5. August 1967 in Hannover) war eine deutsche Politikerin (DDP, FDP), Mitglied im Rat der Landeshauptstadt Hannover und im Niedersächsischen Landtag.

## Leben
Nach der Volksschule besuchte Grete Sehlmeyer ein Oberlyzeum, danach schloss sie eine berufliche Ausbildung am Städtischen Konservatorium Hannover mit einer Diplomprüfung ab. Sie war in der Frauenbewegung und in sozialen und kulturellen Organisationen aktiv. 1918 trat sie der DDP bei. Bei der Freien Volksbühne war sie Mitglied im Vorstand. Dazu war sie schriftstellerisch aktiv und verfasste Texte zu pädagogischen und künstlerischen Themen.
Nach Ende des Zweiten Weltkrieges gehörte sie 1948 zu den Gründungsmitgliedern der FDP. Von 1946 bis 1956 wurde die Musiklehrerin Ratsmitglied in Hannover und engagierte sich in der Schulpolitik. Parallel dazu gehörte sie vom 20. April 1947 bis 5. Mai 1955 dem Niedersächsischen Landtag (1. und 2. Wahlperiode) an. Bis zum 27. April 1954 als war sie Mitglied der FDP-Fraktion. Sie verließ die FDP, die eine zunehmende Anzahl rechtsradikaler Mitglieder aus dem Umfeld des Naumann-Kreises und der Deutschen Reichspartei aufwies. Ab 28. April 1954 war sie fraktionslos und ab 21. Juni 1954 Mitglied und Führerin des neu geschaffenen Liberalen Bundes.